# جويس جيمسون
جويس جيمسون (بالإنجليزية: Joyce Jameson)‏ هي ممثلة أمريكية، ولدت في 26 سبتمبر 1932 بشيكاغو في الولايات المتحدة، وتوفيت في 16 يناير 1987 في الولايات المتحدة بسبب جرعة زائدة.

## أعمال

### أفلام
- (1960) الشقة
- (1963) الفكاهي المرعب
- (1976) أوت لاو جوسي ويلز

### مسلسلات
- ذا والتونز

## وصلات خارجية
- جويس جيمسون على موقع IMDb (الإنجليزية)
- جويس جيمسون على موقع ألو سيني (الفرنسية)
- جويس جيمسون على موقع تيرنر كلاسيك موفيز (الإنجليزية)
- جويس جيمسون على موقع أول موفي (الإنجليزية)
- جويس جيمسون على موقع قاعدة بيانات برودواي على الإنترنت (الإنجليزية)
- جويس جيمسون على موقع قاعدة بيانات الأفلام السويدية (السويدية)
- جويس جيمسون على موقع قاعدة بيانات الفيلم (الإنجليزية)
- جويس جيمسون على موقع كينوبويسك (الروسية)